# Converse (Indiana)
Converse é uma cidade  localizada no estado americano de Indiana, no Condado de Grant e Condado de Miami.

## Demografia
Segundo o censo americano de 2000, a sua população era de 1137 habitantes.
Em 2006, foi estimada uma população de 1109, um decréscimo de 28 (-2.5%).

## Geografia
De acordo com o United States Census Bureau tem uma área de
2,3 km², dos quais 2,3 km² cobertos por terra e 0,0 km² cobertos por água.

## Localidades na vizinhança
O diagrama seguinte representa as localidades num raio de 16 km ao redor de Converse.